# L'anno dei gatti
L’anno dei gatti è un film del 1978, diretto da Amasi Damiani. È conosciuto anche con il titolo I ragazzi della discoteca.

## Trama
Ciro Varelli, un giovane romano che lavora come commesso presso una libreria, trascorre il tempo libero con alcuni amici in una discoteca. Tra questi spiccano Leopoldo, il quale passa da una ragazza a un'altra trascurando gli studi universitari, Flavio che invece è piuttosto imbranato con le donne e Pippo, il quale ha l'abitudine di mangiare banane. Riceve rimproveri dal padre tranviere poiché non si decide di mettere la testa a posto e, a causa della sua avvenenza, è adocchiato dalle ragazze, suscitando l'invidia di Luca, che lo punzecchia continuamente.
Una serata Ciro e Leopoldo notano un cane, Mazzarino, legato alla catena pericolosamente vicino alla carreggiata stradale; Ciro lo adotta subito e, quando viene a sapere dal giornale che il cane è stato smarrito dai Goldoni, una famiglia altolocata, attirato dalla congrua ricompensa si precipita nella loro villa per restituirlo. Incontra la signora Goldoni, alla quale restituisce l'animale, lo strambo domestico Giacinto che non ama i cani e ha trascorsi pugilistici, e soprattutto conosce Beatrice, la figlia di Paride Goldoni, uno stimato professore e primario d'ospedale, della quale ben presto s'innamora. Rifiutato il compenso, Ciro insieme ai suoi amici decide di continuare a frequentarla e la sera dell'invito a un ricevimento si presentano come giovani di buona famiglia e, per uscire con lei, adotta lo stratagemma di scambiare le targhe dell'automobile di suo padre scambiandola con la targa dell'auto di un altro primario, il professor Terzi, ginecologo.
Quando Luca si accorge che Ciro corteggia Beatrice, si pone immediatamente in competizione con lui e, provocata una rissa sedata a fatica dal calvo barista e buttafuori del locale, propone una sfida: quella di scalare un pericolosissimo traliccio dell'alta tensione. Tutti giungono nel luogo del contendere e Ciro, grazie alla sua meticolosità e prudenza, riesce ad arrivare sino in cima, mentre Luca si ferma più indietro ed è costretto a scendere. Ma Beatrice, sinora considerata da Ciro ricca e viziata, decide di lasciarlo perdere, e nel successivo fine settimana, parte per il mare in compagnia di colui che Ciro crede sia il suo nuovo fidanzato. Il giovane, ottenuto con difficoltà il prestito dell'automobile dal padre, parte verso la località marina e trova la sua amata in compagnia del suo cugino. Alla fine, dopo diversi tira e molla, Beatrice convince Ciro a mollare le compagnie e i locali per affrontare il futuro più seriamente. Con quella decisione, il quartetto si scioglie: Pippo lascerà Brigitta, la sua ragazza, mentre Leopoldo, incontrata Rebecca, andrà a vivere con lei nel suo appartamento.